# Hr-Jazzensemble
Das hr-Jazzensemble ist ein frei assoziiertes Ensemble von Jazzmusikern, die monatlich für den Hessischen Rundfunk Jazzstücke einspielen. Es die älteste kontinuierlich bestehende Combo des Modern Jazz in Deutschland.

## Geschichte
Auf dem 6. Deutschen Jazzfestival Frankfurt 1958 erklärte Eberhard Beckmann, der damalige Intendant des Hessischen Rundfunks, die German All-Stars um Albert Mangelsdorff zum Jazzensemble des Hessischen Rundfunks, die fortan unter dem neuen Namen für das Programm von Radio Frankfurt arbeiten sollten. Die Idee zu einem solchen kontinuierlich arbeitenden Studioensemble stammte von Horst Lippmann, einem freien Mitarbeiter des Frankfurter Senders.
Das Ensemble lud zunächst prominente Gäste, insbesondere aus den Vereinigten Staaten zu seinen Aufnahmeterminen ein. Inzwischen heißt es hr-Jazzensemble und kann sich glücklich schätzen, die Spar- und Rationalisierungswellen des Senders überstanden zu haben, auch wenn der Produktionsetat nicht mehr reicht, um Gäste einladen zu können. Es hat zunächst fast keine Plattenproduktionen veröffentlicht.
Mit dem Ensemble traten nicht nur amerikanische Musiker wie Sonny Rollins, Stan Getz, Tony Scott, Jimmy Giuffre, Don Menza, Joe Henderson, Attila Zoller, Dave Pike, Lee Konitz, Harvey Wainapel, John Lindberg, Bill Frisell, Peter Ponzol oder Eric Watson auf, sondern auch europäische Musiker wie Inge Brandenburg, Werner Rehm, Fritz Hartschuh, Tomasz Stańko, Joachim Kühn, Milcho Leviev, Theo Jörgensmann, Theodosii Spassov, Eberhard Weber, Christopher Dell, Rainer Brüninghaus, Markus Becker, Hans Lüdemann, Sebastian Sternal, Bastian Weinig oder Fabian Dudek. Das Ensemble führte auch Jazz-&-Lyrik-Produktionen mit Wilhelm E. Liefland auf.
Spielte das Ensemble zunächst meistens Arrangements von Joki Freund, so sind seit den späten 1960er Jahren zunehmend Originalkompositionen zu hören. Neben Freund traten als Komponisten Heinz Sauer, Ralf Hübner und Günter Lenz. Dabei wurde bereits in den 1970er Jahren mit Computerklängen und bald auch mit Samples experimentiert.
Das Jazzensemble bestand in den nächsten Jahrzehnten aus bekannten Musikern der deutschen Jazzszene. Es war und ist nur selten live zu hören und zu sehen, beispielsweise 1972 im Konzert mit dem Ensemble New Phonic Art (Vinko Globokar, Michel Portal, Carlos Roqué Alsina, Jean-Pierre Drouet) oder alleine, gelegentlich auf dem Deutschen Jazzfestival (zuletzt 2017), 2021 bei Jazz im Palmengarten. Auch beim Preisträgerkonzert für Valentín Garvie, der 2015 den Hessischen Jazzpreis erhielt, war das Ensemble live zu erleben, mitgeschnitten für den Hörfunk. Sein eigentlicher Arbeitsplatz ist jedoch das Hörfunkstudio. Leiter des Ensembles war bis zu seinem Tod Albert Mangelsdorff.

## Plattenproduktionen
Zwei frühe Produktionen erschienen in den 1960er Jahren auf Platte, werden aber häufig nicht dem Ensemble, sondern seinem Leiter zugerechnet. Atmospheric Conditions Permitting, eine auf ECM erschienene Werkschau, die Arbeiten des hr-Jazzensemble von 1967 bis 1993 enthielt und als Doppelalbum 1995 auf den Markt kam, erhielt den Jahrespreis der Deutschen Schallplattenkritik. Im Spätsommer 2005 ist mit Perpetual Questions ein weiteres Album erschienen, das die anschließende Arbeit des Ensembles dokumentiert und mit dem Vierteljahrespreis der Jury des Preises der Deutschen Schallplattenkritik ausgezeichnet wurde. Im November 2008 wurde ein weiteres Album veröffentlicht, das die aktuelle Arbeit widerspiegelt. Nach 55 Jahren im Archiv wurden 2015 jene 20 Titel, die die Formation mit dem Gast Inge Brandenburg in vier Sitzungen einspielte, veröffentlicht.

## Auszeichnungen
Das Ensemble erhielt 1996 den Jahrespreis des Preises der Deutschen Schallplattenkritik für das Album Atmospheric Conditions Permitting. Den mit 10.000 Euro dotierten Jazzpreis des Landes Hessen bekam das hr-Jazzensemble 2009. Mit der Auszeichnung sollten die Verdienste des Ensembles für die Entwicklung des Jazz gewürdigt werden.

## Diskografie
- Albert Mangelsdorff und das Jazzensemble des Hessischen Rundfunks: Die Opa Hirchleitner Story; Brunswick EPB10815/Bear Family (1958)
- Colin Wilkie, Shirley Hart, Albert Mangelsdorff, Joki Freund und das Jazz-Ensemble des Hessischen Rundfunks Wild Goose (MPS 1969; wiederveröffentlicht als Teil von A. Mangelsdorff Originals Vol. 1)
- Jazzensemble des Hessischen Rundfunks Atmospheric Conditions Permitting (ECM, 1967–1993)
- hr-Jazzensemble Perpetual Questions (HR-Musik, 1996–2004)
- hr-Jazzensemble Unauffällige Festansage (JazzWerkstatt 2005–2008)[8]
- Inge Brandenburg mit dem hr-Jazzensemble Easy Street (Bear Family Records 2015, aufgenommen von 1959 bis 1961)